# Renan Monteiro
Renan Monteiro (Rio de Janeiro, 13 de abril de 1986) é um ator, diretor e professor de teatro brasileiro.

## Vida pessoal
É o filho mais novo de sete irmãos. Foi criado unicamente pela mãe biológica, Maria Rita, que faleceu quando o ator tinha 18 anos, e conheceu o pai biológico apenas aos 25 anos. Aos 29 anos, conheceu a atriz Dhu Moraes na novela Novo Mundo, onde contracenavam como mãe e filho, e a atriz, que nunca teve filhos biológicos, o adotou como filho.
Declara-se umbandista.

## Carreira artística
Começou no teatro aos 7 anos, no grupo Nós do Morro, projeto realizado no Morro do Vidigal, onde nasceu e cresceu. Ali, se formou conjunto a atores como Thiago Martins e Marcello Melo Jr., até ganhar uma bolsa para continuar os estudos na Inglaterra. Quando adulto, passou a dar aulas para crianças no projeto, sendo o ator Juan Paiva um dos seus alunos.
Após mais de duas décadas de trabalhos na televisão e cinema, com trabalhos em novelas como Além do Horizonte e Novo Mundo, ganhou notoriedade ao interpretar José Augusto no reboot de Renascer, personagem parte do núcleo principal da trama; médico e primogênito dos Inocêncio, José Augusto cresce na trama com o seu envolvimento com a ex-cunhada, Buba (Gabriela Medeiros), e tem suas interações com o pai (Marcos Palmeira), reforçadas em relação à versão original da trama, algo que rendeu elogios em relação à atuação de Renan.Após Renascer, integrou o elenco da quarta temporada da série Arcanjo Renegado, como o ex-policial Raoni, e da série sobrenatural Reencarne, estrelada por Taís Araújo.
Em 2025 foi anunciado no elenco do filme Antártida, protagonizado por Andréa Beltrão. 

## Filmografia

### Televisão
| Ano  | Título                      | Personagem                                              | Notas                            |
| ---- | --------------------------- | ------------------------------------------------------- | -------------------------------- |
| 2005 | A Diarista                  | Assaltante                                              | Episódio: "Aquele do Assalto"    |
| 2006 | Tecendo o Saber             | Washington Mc                                           |                                  |
| 2006 | A Diarista                  | Motoboy                                                 | Episódio: "Aquele dos Italianos" |
| 2007 | Linha Direta                | Wagner Pereira Mota                                     | Episódio: "Césio 137"            |
| 2008 | Por Toda Minha Vida         | Serra Negra                                             | Episódio: "Dolores Duran"        |
| 2009 | Filhos do Carnaval          | Ritmista                                                | Episódio: "Arrivederci"          |
| 2009 | Caminho das Índias          | Dievan                                                  |                                  |
| 2010 | Passione                    | Entregador subornado por Clara                          | Episódio: "24 de agosto"         |
| 2010 | Malhação                    | Motoboy                                                 | Episódio: "23 de agosto"         |
| 2010 | Força Tarefa                |                                                         | Episódio: "Segurança S.A."       |
| 2011 | Cordel Encantado            | Ventania                                                |                                  |
| 2012 | Gabriela                    | [ 11 ]                                                  |                                  |
| 2013 | Além do Horizonte           | Diego                                                   |                                  |
| 2015 | A Regra do Jogo             | Solano                                                  |                                  |
| 2017 | Novo Mundo                  | Matias da Conceição Quirino                             |                                  |
| 2018 | Malhação: Vidas Brasileiras | Selmo                                                   |                                  |
| 2019 | Ilha de Ferro               | Edson                                                   |                                  |
| 2021 | Nos Tempos do Imperador     | Machado de Assis                                        | Episódios: "27–28 de novembro"   |
| 2023 | Reis                        | Hadade                                                  | 9ª temporada                     |
| 2024 | Renascer                    | José Augusto da Conceição Inocêncio (Zé Augusto / Guto) |                                  |
| 2025 | Reencarne                   | [ 19 ]                                                  |                                  |
| 2025 | Arcanjo Renegado            | Raoni                                                   | 4ª temporada                     |

### Cinema
| Ano  | Título                | Personagem                     | Notas          |
| ---- | --------------------- | ------------------------------ | -------------- |
| 2002 | Cidade de Deus        | Integrante da turma do Cocotas |                |
| 2005 | Cafuné                | Jonas                          |                |
| 2008 | Anjos da Rua          |                                | curta-metragem |
| 2012 | Chamada a Cobrar      | Perereca                       |                |
| 2012 | Disparos              | Assaltante                     |                |
| 2015 | Portaria 243          | Paulo                          |                |
| 2017 | O Filme da Minha Vida | Rodrigo                        |                |
| 2018 | Bandeira de Retalhos  | Bituca                         |                |
| 2020 | Estação Rock          | Mestre                         |                |
| TBA  | Antártida             |                                |                |